# Xã Liberty, Quận Warren, Iowa
Xã Liberty (tiếng Anh: Liberty Township) là một xã thuộc quận Warren, tiểu bang Iowa, Hoa Kỳ. Năm 2010, dân số của xã này là 486 người.